# Richard Hyland
Richard Hyland   (San Francisco, 26 de juliol de 1900 - Wawona, 16 de juliol de 1981) va ser un jugador de rugbi a 15 estatunidenc que va competir durant la dècada de 1910 i 1920.
El 1924 va ser seleccionat per jugar amb la selecció dels Estats Units de rugbi a 15 que va prendre part en els Jocs Olímpics de París, on guanyà la medalla d'or.
Estudià a la Universitat Stanford, on destacà com a jugador de futbol americà. A partir de 1928 col·laborà com a periodista esportiu pel Los Angeles Times. El 1942 es va incorporar a la Marina dels Estats Units, contribuint en algunes de les batalles més importants de la Guerra del Pacífic.